# Pieter Quast

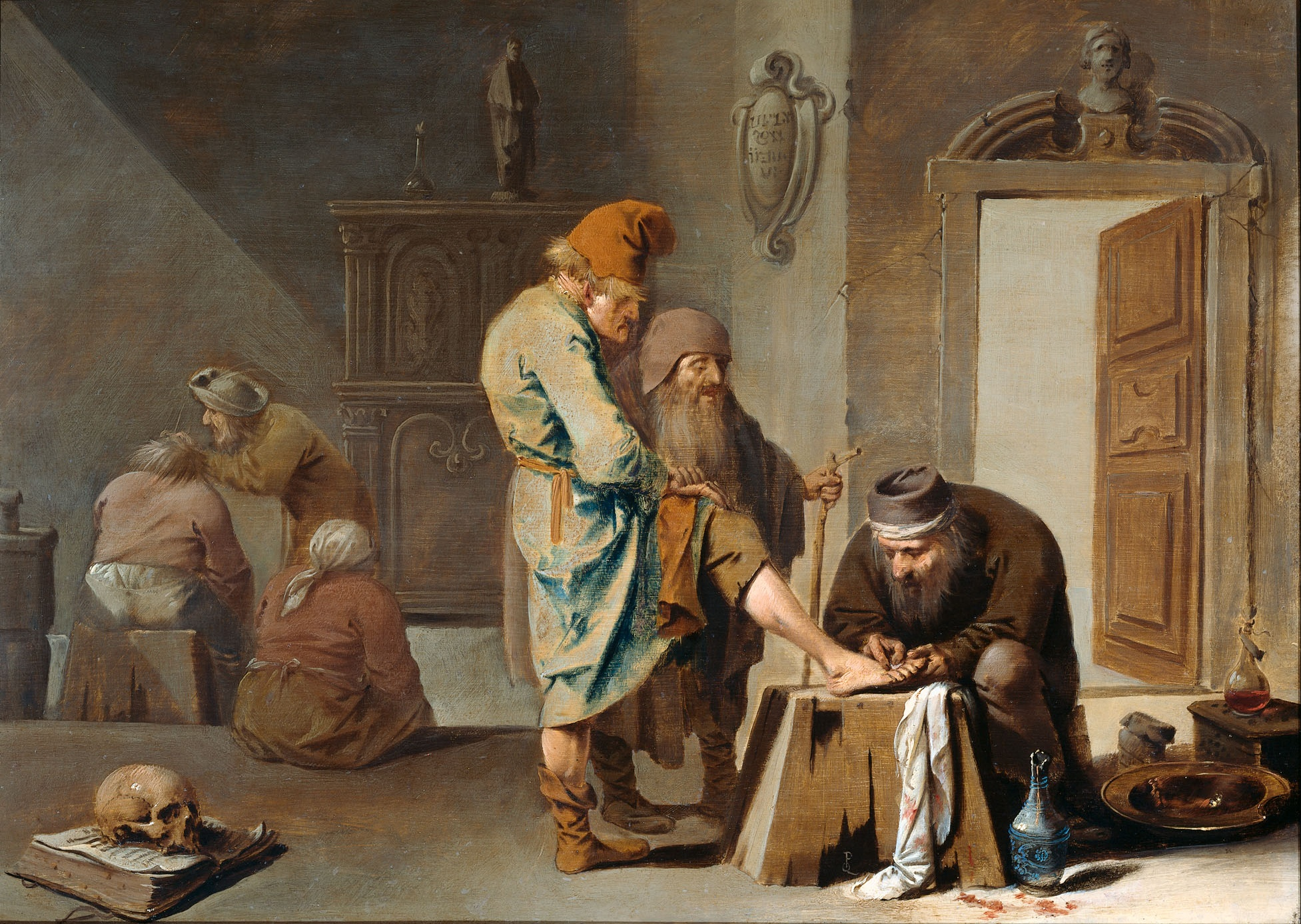
De voetoperatie

Pieter Jansz. Quast (Amsterdam, ca. 1605 - aldaar, begraven op 26 mei 1647) was een Nederlands kunstschilder, tekenaar en graveur, behorend tot de Hollandse School.
Pieter Quast trouwde in 1632 met Annetie Splinters uit Den Haag. Hij woonde daar van 1634 tot 1641 en werd er lid van het Sint-Lucasgilde.
Quast was leraar van Jan Jansz. Buesem en Dirck Cornelisz. Hoogh. Mogelijk gaf hij ook tekenles aan Frederik Hendrik en diens zoon Willem II.
Het werk van Pieter Quast omvat onder meer boerentaferelen en beelden van operaties, maar ook Bijbelse voorstellingen. Het werd meestal uitgevoerd op kleine panelen en vertoonde vaak humoristische trekken in de vorm van satire en karikaturale afbeeldingen. Hij werd kennelijk beïnvloed door het werk van onder meer Adriaen Brouwer, Adriaen van de Venne en Jacques Callot.